# Padaziorcy
Padaziorcy (biał. Падазёрцы; ros. Подозёрцы) – przystanek kolejowy w pobliżu miejscowości Padaziercy, w rejonie połockim, w obwodzie witebskim, na Białorusi. Położony jest na linii Witebsk - Dyneburg.